# HMS Nereide (U64)
Pour les autres navires du même nom, voir HMS Nereide.
Le HMS Nereide est un sloop britannique, de la classe Black Swan modifiée, qui a été livré à la Royal Navy après la fin de la Seconde Guerre mondiale.

## Construction et conception
Le Nereide est commandé le 5 octobre 1942 dans le cadre de programmation de 1941 pour le chantier naval de Chatham Dockyard à Chatham (Kent) en Angleterre. La pose de la quille est effectuée le 15 février 1943, le Nereide est lancé le 29 janvier 1944 et mis en service le 3 mai 1946.
Les sloops de la classe Black Swan ont fait l'objet de nombreuses modifications au cours du processus de construction, à tel point que la conception a été révisée, les navires ultérieurs (du programme de 1941 et suivants) étant décrits comme la classe Black Swan modifiée. Bien que le Nereide ait été fixé selon la conception originale, elle a été achevée plus tard que certains des navires de classe modifiés, et avec les modifications apportées lors de sa construction, il était impossible de les distinguer des navires modifiés de Black Swan .
La classe Black Swan modifiée était une version élargie et mieux armé pour la lutte anti-sous-marine de la classe Black Swan, elle-même dérivée des sloops antérieurs de la classe Egret. L'armement principal se composait de six canons antiaériens QF 4 pouces Mk XVI dans trois tourelles jumelles, de 6 Canons jumelés de 20 mm Oerlikon Anti-aérien, de 4 canons de 40 mm pom-pom. L'armement anti-sous-marin se composait de lanceurs de charges de profondeur avec 110 charges de profondeur transportées. Il était aussi équipé d'un mortier Hedgehog anti-sous-marin pour lancer en avant ainsi qu'un équipement radar pour le radar d'alerte de surface type 272, et le radar de contrôle de tir type 285,.

## Historique
Mis en service en 1946, le Nereide n'a donc pas connu les combats de la Seconde Guerre mondiale.
Placé sur la liste de destruction pour démolition, le Nereide arrive au chantier du démolisseur le 18 mai 1958.